# Ødis Sogn
Ødis Sogn (deutsch Öddis oder Oeddis) ist eine dänische Kirchspielsgemeinde (dän.: Sogn) in Sydjylland.

## Geschichte
Ursprünglich gehörte Ødis zum Herzogtum Schleswig. Nach dem Deutsch-Dänischen Krieg von 1864 wurde die Gemeinde, die damals noch den Namen Öddis trug, durch einen Gebietsaustausch Dänemark überlassen. Im Gegenzug verzichtete Dänemark auf einige Enklaven in Schleswig. Bis 1970 gehörte sie zur Harde Nørre Tyrstrup Herred im damaligen Vejle Amt, danach zur Vamdrup Kommune im erweiterten Vejle Amt, die im Zuge der  Kommunalreform zum 1. Januar 2007 in der „neuen“  Kolding Kommune in der Region Syddanmark aufgegangen ist.
Im Kirchspiel leben 1303 Einwohner, davon 484 im Kirchdorf (Stand:1. Januar 2025). Im Kirchspiel liegt die Kirche „Ødis Kirke“.
Nachbargemeinden sind im Nordwesten Vamdrup Sogn, im Norden Hjarup Sogn, im Nordosten Vonsild Sogn, im Osten Taps Sogn, im Südosten Frørup Sogn, im Süden Stepping Sogn und im Westen in der benachbarten Vejen Kommune Jels Sogn.

## Persönlichkeiten

### Söhne der Gemeinde
- Johann Bernhard Chemnitz (1802–1871). Pastor, Mitglied der Holsteinischen Ständeversammlung
- Wilhelm Dall (1850–1925), deutscher Verwaltungsjurist in Elsaß-Lothringen
- Sophus Fuglsang (1854–1931), deutsch-dänischer Malzfabrikant
- Christian Fuglsang (1857–1936), deutsch-dänischer Braumeister und Unternehmer

### Weitere Persönlichkeiten
- Sören Christian Fuglsang (1815–1904), deutsch-dänischer Landwirt und Brauereibesitzer